# Grijalba (kommunhuvudort)
Grijalba är en kommunhuvudort i Spanien.   Den ligger i provinsen Provincia de Burgos och regionen Kastilien och Leon, i den norra delen av landet, 230 km norr om huvudstaden Madrid. Grijalba ligger 813 meter över havet och antalet invånare är 124.
Terrängen runt Grijalba är platt. Runt Grijalba är det glesbefolkat, med 11 invånare per kvadratkilometer. Närmaste större samhälle är Sasamón, 6,4 km öster om Grijalba. Trakten runt Grijalba består till största delen av jordbruksmark.